# Maximilián Egon II. z Fürstenbergu
Maxmilián Egon II. kníže z Fürstenbergu (německy Maximilian Egon II. Fürst zu Fürstenberg; 13. října 1863 zámek Lány, České království – 11. srpna 1941 zámek Heiligenberg na Bodamském jezeře) byl český, rakouský a německý velkostatkář, politik a voják z knížecího rodu Fürstenbergů.

## Život

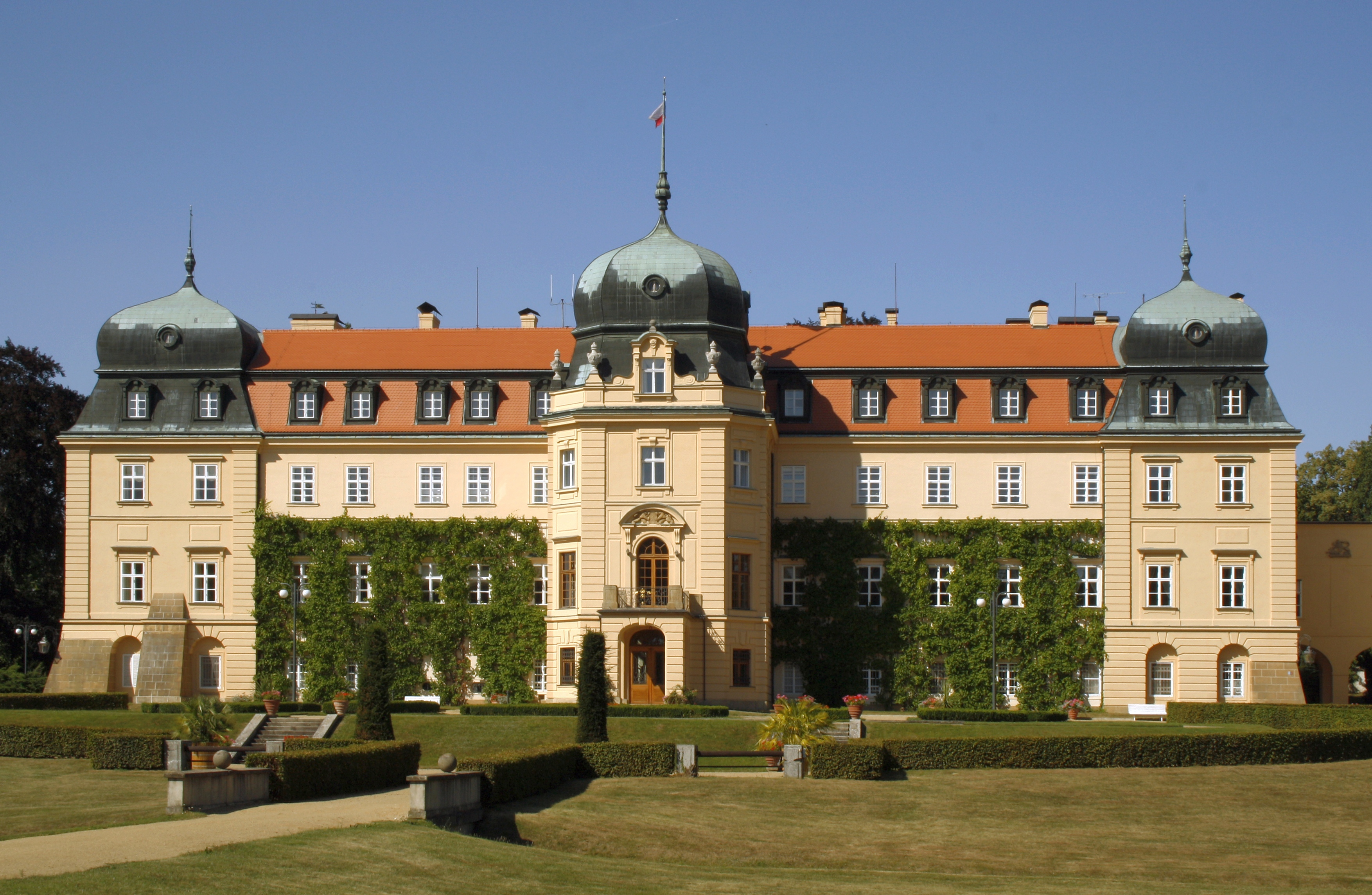
Zámek Lány

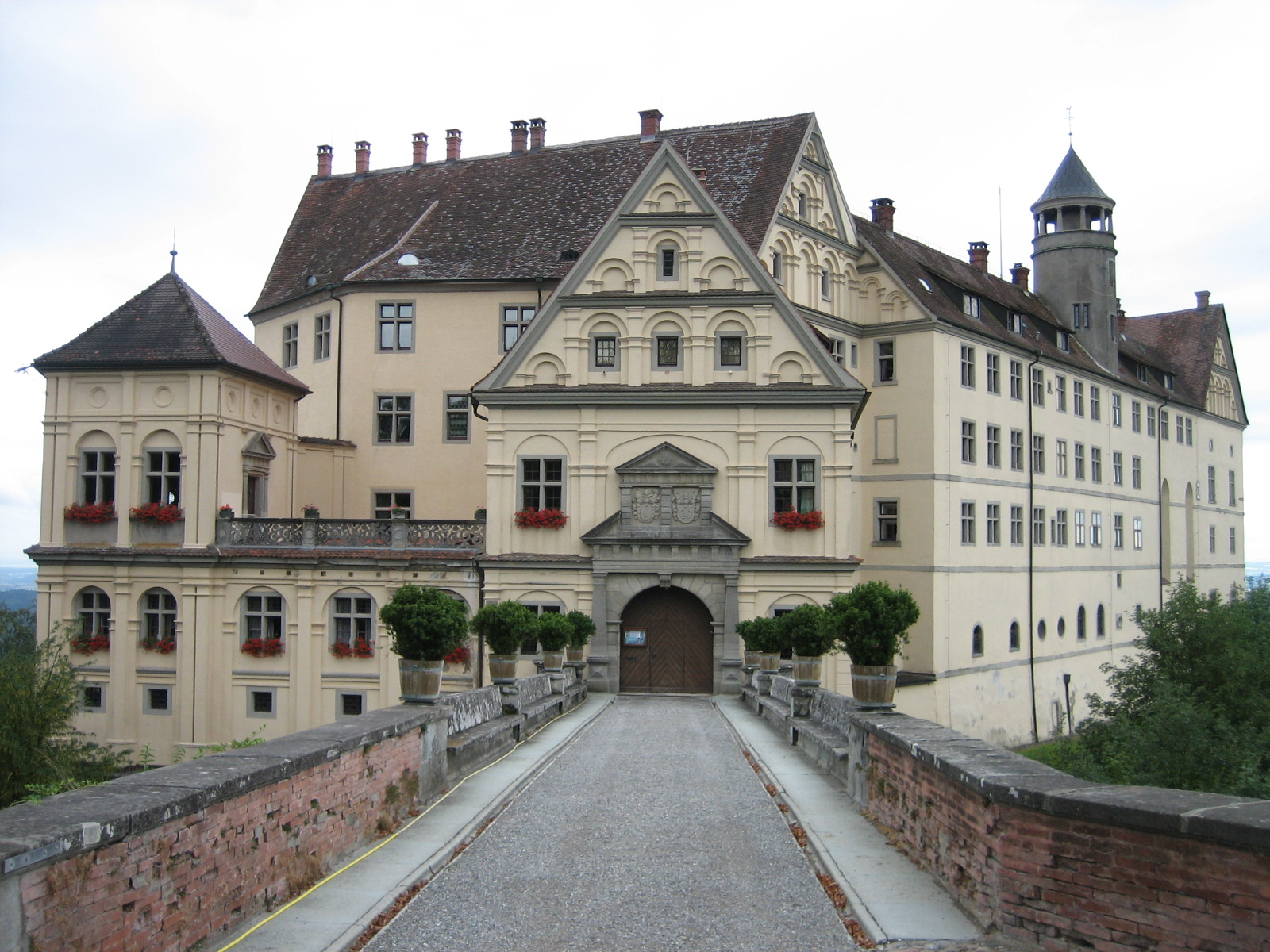
Zámek Heiligenberg (Linzgau), vchod

Narodil se na zámku v Lánech jako Maxmilián Egon II. Kristián Karel Alois Emil Lev Richard Antonín kníže z Fürstenbergu, lantrabě z Baaru a Stühlingen, hrabě z Heiligenbergu a Werdenbergu. Byl prvorozeným synem knížete Maxmiliána Egona I. z Fürstenbergu (1822–1873) a jeho manželky, kněžny Leontiny, rozené hraběnky z Khevenhüller-Metsch (1843–1914). Jeho dědem byl kníže Karel Egon II. z Fürstenbergu.
Malý kníže byl vychován v Čechách. V době, kdy rodina žila ve Fürstenberském paláci ve Valdštejnské ulici čp. 153/5 v Praze na Malé Straně, vystudoval Malostranské gymnázium a po maturitě od zimního semestru školního roku 1882–1883 studoval práva na německé Karlo-Ferdinandově univerzitě v Praze. Na pražské univerzitě složil 12. července 1890 státní zkoušku, doklad o doktorátu však chybí. Ve studiu poté dále pokračoval na univerzitách v Bonnu a ve Vídni. V roce 1884 se stal členem studentské organizace Corps Borussia Bonn a poté nastoupil do pruské armády, stejně jako pozdější císař Vilém II. Pruský, s nímž se spřátelil. Oba vyznávali pruskou vojenskou morálku a militarismus. Ve vojenské kariéře v řadách pruské armády pokračoval až do roku 1911, kdy dosáhl hodnosti plukovníka.
Roku 1886 převzal rodová práva sekundogenitury k fideikomisnímu panství Křivoklát a po otcově smrti se ujal vedení statku Lány. Další majetek zdědil v Německu v roce 1896 po svém bratranci Karlu Egonovi. Od roku 1886 byl jmenován členem rakouské Panské sněmovny a vstoupil do Strany velkostatkářů, jejímž byl významným činovníkem a v letech 1906–1918 také předsedou. Za své politické postoje byl jmenován rytířem rakouského Řádu zlatého rouna a čestným členem Řádu maltézských rytířů. 30. dubna 1913 byl povýšen do hodnosti majora rakousko-uherské armády, do 1. světové války ovšem nastoupil jen jako rezervista, 10. srpna 1916 byl povýšen do hodnosti plukovníka v záloze a 4. dubna 1918 byl povýšen na generálmajora.
Žil střídavě v Lánech, na zámku Heiligenberg v Linzgau, severně od Bodamského jezera a ve Vídni. K rychlým přesunům používal luxusní salónní vůz.

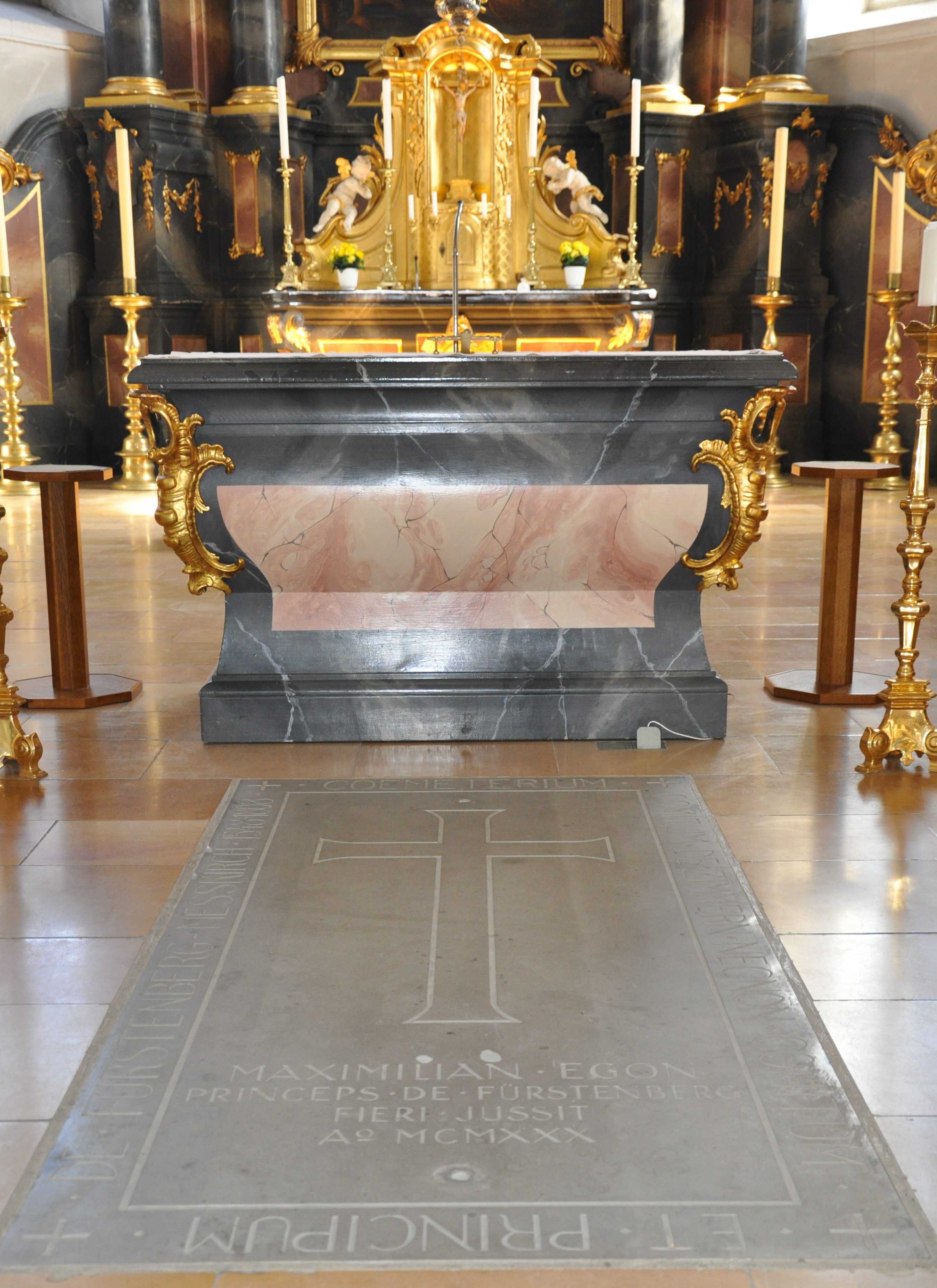
Fürtenbergova náhrobní deska před oltářem farního kostela v Messkirchu na Bodamském jezeře

Jako člen rakouské a pruské panské sněmovny byl přítelem a poradcem císaře Viléma II. Po vyhlášení pozemkové reformy v Československu po první světové válce nabídl velkostatek Lány státu, čímž zachránil zbytek Křivoklátska před vyvlastněním. Majetek v Čechách předal mladšímu synovi Maximiliánovi (1896–1959) a odstěhoval se do Německa. Byl mecenášem Uměleckoprůmyslového musea v Praze.[zdroj?]
V Německu Fürstenberg vstoupil do spolku frontových vojáků Der Stahlhelm, ustaveného ve Výmarské republice roku 1918. Přivítal nástup nacismu a v polovině roku 1933 vstoupil do NSDAP a do SA, kde získal hodnost plukovníka (Standartenführer). Po osobním setkání s Adolfem Hitlerem v listopadu 1933 vyjádřil svůj obdiv k němu veřejně. 24. prosince 1940 byl povýšen do hodnosti generálplukovníka wehrmachtu v záloze.

## Rodina
Maxmilián Egon II. se oženil 19. června 1889 ve Vídni s hraběnkou Irmou ze Schönborn-Buchheimu (19. 5. 1867 Vídeň – 10. 10. 1948 Heiligenberg), dcerou hraběte Ervína (Erweina) ze Schönborn-Buchheimu (9. 11. 1842 Schönborn – 20. 1. 1903 tamtéž) a jeho manželky (sňatek 11. 4. 1864 Vídeň) hraběnky Františky z Trauttmansdorff-Weinsbergu (25. 6. 1844 Ober-Waltersdorf – 10. 2. 1898 Beaulieu). Narodilo se jim pět dětí:
- 1. Karel Egon V. (Karl Egon V.; 6. 5. 1891 Vídeň – 23. 9. 1973 Mnichov), kníže
  - ∞ (26. 4. 1921 Vídeň) Franziska Ida (Mena) z Nostitz-Rieneck (28. 3. 1902 Praha – 20. 5. 1961 Mnichov)
- 2. Leontýna (Leontine; 16. 6. 1892 Lány – 7. 10. 1979 Řím)
  - ∞ (26. 11. 1912 Donaueschingen) Hugo z Windisch-Grätze (30. 7. 1887 – 26. 5. 1959)
- 3. Anna (19. 4. 1894 Lány – 19. 8. 1928 Freiburg im Breisgau)
  - ∞ (16. 8. 1913 Heiligenberg) František z Khevenhüller-Metsch (3. 12. 1889 Vídeň – 31. 1. 1977 Niederosterwitz)
- 4. Maxmilián Egon (31. 3. 1896 Praha – 6. 4. 1959 Donaueschingen)
  - ∞ (18. 1. 1921 Wechselburg) Vilemína (Wilhelmine) z Schönburg-Glauchau (17. 10. 1902 – 25. 9. 1964), jejich děti:
    - 1. Jáchym Egon (Joachim Egon; 28. 6. 1923 zámek Dřevíč – 9. 7. 2002 Donaueschingen)
      - ∞ (25. 6. 1947 Königseggwald) Paula z Königsegg-Aulendorfu (* 22. 5. 1925 Aulendorf)

    - 2. Bedřich Maxmilián (Friedrich Maximilian; 26. 7. 1926 zámek Wechselburg – 2. 11. 1969 Vídeň)
      - ∞ (civilně 9. 4. 1960 Kloten bei Zurich) Teresa z Lippe (* 21. 7. 1925 Vídeň)

    - 3. Karel Egon (Karl Egon; 17. 9. 1928 Praha – 10. 1. 1952 Como)
    - 4. Marie Josefa (Maria Josepha; * 23. 4. 1922 Werenwag)
      - ∞ (1943 Donaueschingen) Günther z Hardenbergu (14. 2. 1918 Schwedt an der Oder – 19. 1. 1985 Baden-Baden)

    - 5. Žofie Antoinetta (Sophie Antoinette; 10. 2. 1934 Tübingen – 14. 1. 1991 Mnichov)
      - ∞ (civilně 28. 6. 1954 Donaueschingen, církevně 1. 7. 1954, rozvedeni 1967) Constantin z Berckheimu (20. 9. 1924 Mannheim – 6. 10. 1984 Weinheim an der Bergstrasse)
- 5. Bedřich Eduard (Friedrich Eduard; 27. 4. 1898 Donaueschingen – 31. 12. 1916 Harja, Rumunsko)